# 奎伊 (新墨西哥州)
奎伊（英語：Quay）是位於美國新墨西哥州奎伊縣的非建制地區。

## 歷史
奎伊的郵局於1904年設立，其後於1995年停運。

## 地理
奎伊所處的海拔為高於海平面1306米（即4285英呎），而該地所採用的時區為UTC-7，即北美山地时区（MST）。同時該地設有夏令時間，為UTC-7調快一小時，即UTC-6（MDT）。